# بوسيف أولاد عسكر
بوسيف أولاد عسكر أو أولاد عسكر إحدى البلديات الجبلية لولاية جيجل، تابعة إداريا لدائرة الطاهير، تقع بالجهة الجنوبية لولاية جيجل على ارتفاع يزيد عن 800 م عن سطح البحر، أعلى نقطة بها هي الداموس، يحدها من الشمال بلدية برج الطهر، من الشرق بلديتي أولاد رابح وبوراوي بلهادف، من الغرب بلدية الشحنة ومن الجنوب ترعي بينان وتسالة التابعتين لولاية ميلة، عدد سكانها في يزيد عن 18 000 نسمة مقر البلدية يقع بسوق الثلاثاء

## القرى
وتتكون من عدة قرى ومشاتي أهمها: الزويتنة، المنازل، سوق الثلاثاء (مقر البلدية)، أولاد عربي، قاع الزان، أولاد علوة، أولاد خالد وأطروي، سوقها الأسبوعي يوم الثلاثاء بمقر البلدية بالإضافة إلى سوق يوم الجمعة بالزويتنة والذي يعد أكبر أسواق المنطقة.

## التركيبة السكانية
عرش أولاد عسكر من بين أكبر الأعراش بالمنطقة، يتكون من مشاتي المنازل، أولاد علوة، الطهراوية، قاع الزان، رأس الزان، أولاد عربي، الدار الكبيرة، القعدة، أطروي، النغرة والواد،

## تاريخ
عند فشل المستعمر في احتلال مدينة جيجل من جهة البحر قام بتنظيم حملة الاحتلال من قسنطينة مرورا ببني هارون فالميلية ولكن الواد الكبير كان عائقا في وجه المستعمر فقرر العبور من أعلى الواد الكبير من جهة بوغرداين(بين بلديتي ترعي باينان ورجاص الحاليتين) ولكن سكان عرش أولاد عسكر والعروش المحاذية له (بني فتح، بني يدر وبني عافر) صدوا المستعمر بأكثر من 4000 فارس بمنطقة لاربعاء وهزموا الفرنسيين شر هزيمة، بعدها تراجع المستعمر ونظم حملة جديدة حيث انتهج سياسة الأرض المحروقة بمساعدة الخونة واخترق لاربعاء مرورا بالمنازل فبني فتح ثم العنصر فجيجل سنة 1851.
إبان ثورة التحرير المجيدة، كانت أولاد عسكر مقرا للولاية التاريخية الثانية بمنطقة تسمى _ابرير _ وقد شيد نصب تذكاري بها تخليدا لأرواح الشهداء الأبرار، كانت بها ثلاث مستشفيات لجيش التحرير الوطني بغابة الزاوية، وعدة مهابط للطائرات المروحية الإستعمارية بتوزلامت، لاربعاء، أولاد خالد وأرسا بالزويتنة، وتعد معركة جبل موشاون أهم معركة خلال الفترة الإستعمارية بالإضافة إلى الكمين الليلي الذي نصبه المجاهدون بالدار الكبيرة _منزل أولاد الخلفة_ والذي كبّدوا فيه قوات المستعمر خسائر فادحة في الأرواح، تم إسقاط عددا كبيرا من طائرات العدو من منطقة تافراجت نظرا لصعوبة اختراقها وعلوها وسهولة استهداف الطائرات من هذه المنطقة المحصنة طبيعيا.
وتعد بلدية أولاد عسكر منطقة ثورية إبان الاحتلال الفرنسي سقط فيها شهداء يعدون بالآلاف كما تتميز بمناظر خلابة تبهر الزوار زيادة على جوها الجميل والهواء النقي كما تحتوي على "3" متوسطات وثانوية ومستشفى وثكنة عسكرية.
عانت أولاد عسكر من ويلات العشرية السوداء وفقدت العشرات من أبنائها كما أن عددا كبيرا جدا من العائلات نزحت إلى المدن المجاورة بحثا عن الأمن،
| من دوائر الجزائر دائرة الطاهير                                                                 |
| بلديات الدائرة                                                                                 |
| بلدية الطاهير بلدية الأمير عبد القادر · بلدية وجانة بلدية الشحنة · بلدية أولاد عسكر            |
| مدن الدائرة                                                                                    |
| الطاهير الأمير عبد القادر · وجانة · الشحنة · أولاد عسكر                                        |
| أحياء و قرى                                                                                    |
| الثلاثة (الطاهير) · الزاوية (الطاهير) تاسوست (الأمير عبد القادر) · بوحمدون (الأمير عبد القادر) |
| موضوعات ذات صلة                                                                                |
| مدن مقترحة لتصبح ولايات · دائرة الطاهير · ولاية جيجل · تاريخ جيجل · إذاعة جيجل · الجزائر       |